# باك كوانغ-ريونغ
باك كوانغ-ريونغ (مواليد 27 سبتمبر 1992 في بيونغيانغ، كوريا الشمالية) هو لاعب كرة قدم كوري شمالي يلعب مع نادي لوزان في دوري السوبر السويسري كمهاجم. مثّل منتخب كوريا الشمالية لكرة القدم.

## روابط خارجية
- باك كوانغ-ريونغ على موقع قاعدة بيانات كرة القدم.إي يو (الإنجليزية)
- باك كوانغ-ريونغ على موقع ناشيونال فوتبول تيمز (الإنجليزية)
- باك كوانغ-ريونغ على موقع Soccerway.com (الإنجليزية)
- باك كوانغ-ريونغ على موقع عالم كرة القدم.نت (الإنجليزية)
- باك كوانغ-ريونغ على موقع AS.com (الإسبانية)